# BelAmi
BelAmi là một hãng phim khiêu dâm đồng tính nam hoạt động tại Trung Âu, có các trụ sở ở Bratislava, Praha và Budapest. Hãng được nhà làm phim George Duroy thành lập năm 1993.

## Một vài phim
- Frisky Summer 1,2,3 (1995, 1996, 1998)
- An American in Prague (1997)
- Greek Holiday (2004)
- Lukas in Love (2005)
- The Private Life of Brandon Manilow (2008)
- French Kiss (2008)
- Seriously Sexy (2009)
- 5 Americans in Prague (2009)
- Todd and Dolph (2010)
- Skin on Skin (2010)
- Step by Step: The Education of  Porn Star: Kris Evans (2010)
- Step by Step: The Education of a Porn Star: Jean-Daniel Chagall (2010)
- Taboo (2010)
- Bel Ami 3D (2011)
- Kinky Angels 1: Kevin Warhol (2011)
- Kris Evans: Up & Close (2011)
- Irresistible (2012)
- Passion (2012)
- An American in Prague in 3D (2013)
- Fucking Kris Series (2014)